# Oxyopes gemellus
Oxyopes gemellus là một loài nhện trong họ Oxyopidae.
Loài này thuộc chi Oxyopes. Oxyopes gemellus được Tord Tamerlan Teodor Thorell miêu tả năm 1891.